# Richmond (Massachusetts)
Richmond – miasto w Stanach Zjednoczonych, w stanie Massachusetts, w hrabstwie Berkshire.